# Алабас (Бухар-Жирауський район)
Алаба́с (каз. Алабас) — село у складі Бухар-Жирауського району Карагандинської області Казахстану. Входить до складу Акбельського сільського округу.
Населення — 27 осіб (2021; 78 у 2009, 171 у 1999, 268 у 1989).
Національний склад станом на 1989 рік:
- казахи — 100 %.